# Daisy Mrázková
Daisy Mrázková (5. května 1923 Praha – 14. prosince 2016) byla česká spisovatelka, výtvarnice, autorka knížek pro děti.

## Život
Otec Daisy Mrázkové byl krejčí, který v mládí odjel za prací do Londýna. Zde se seznámil s její matkou Elsie Rice (1885–1980), se kterou se roku 1908 oženil a po třech letech si ji přivezl do Čech. Daisy se narodila jako nejmladší ze tří dětí, měla sestru Elsie a bratra Clifforda. Anglická babička kupovala Daisy anglické dětské knížky a některé, zejména knížky o zvířatech od Helen Beatrix Potterové, ovlivnily později i její vlastní tvorbu pro děti. Rodiče se rozvedli, když bylo Daisy pět let a od té doby vyrůstala pouze s matkou. Spolu s ní se přestěhovala do bytu v Nuslích, kde pak strávila celý život. Během války absolvovala střední pedagogickou školu a rok byla učitelkou. V letech 1942–1943 studovala na grafické škole v Praze a poté si podala přihlášku na Uměleckoprůmyslovou školu.
Na Uměleckoprůmyslové škole studovala u prof. Antonína Strnadela v letech 1943–1944. Po uzavření školy roku 1944 odjela k přátelům na Vysočinu, aby se vyhnula pracovnímu nasazení. Po válce už nedostudovala, protože se provdala za Jiřího Mrázka a čekala dítě. Další dcera se narodila roku 1947 a syn Cyril roku 1949. Daisy Mrázková dál malovala doma a od roku 1953 se pravidelně stýkala s okruhem umělců budoucí Tvůrčí skupiny UB 12. Počátkem 60. let obeslala soutěž Státního nakladatelství dětské knihy na dětské omalovánky. Seznámila se s redaktorkou Olgou Krejčovou, která jí nabídla výtvarnou spolupráci na své knize Malenka a štětec a později i vydání vlastních pohádek Daisy Mrázkové s názvem Neplač, muchomůrko. Roku 1964 pobývala s Jiřím Mrázkem v Londýně.
Daisy Mrázková vydávala dětské knížky pravidelně do roku 1982 a poté se odmlčela a téměř třicet let se starala o svého nemocného muže. Roku 2007 vydalo nakladatelství Baobab dětské knihy s jejími staršími texty ze 60. let. K vlastní malířské tvorbě se vrátila až roku 2008 po smrti Jiřího Mrázka a roku 2011 měla soubornou výstavu svého díla v Topičově salonu. Její literární díla jsou přeložena do slovenštiny, angličtiny, němčiny, japonštiny, litevštiny a slovinštiny.

## Dílo
Daisy Mrázková se ve 40. letech krátce věnovala dřevorytu a později se zabývala převážně portrétní tvorbou. Své olejomalby pravidelně vystavovala od 60. let. Jako model jí sloužili rodinní příslušníci nebo např. Jiřina Hauková a Jindřich Chalupecký a korektorem byl obvykle její muž Jiří Mrázek. Sama seděla modelem Václavu Bartovskému.
Později se věnovala především tvorbě autorských dětských knížek, které nejen ilustrovala, ale i psala a převážně i sama graficky upravovala. V nich otevírala dětem zvláštní svět živých bytostí, lidí a zvířat, nadaných schopností vzájemné komunikace, vřelostí a rozumovostí svých vztahů.
Její volná tvorba se postupně vyvinula směrem k abstrakci.
- Neplač, muchomůrko, 1965
- Chlapeček a dálka, 1969
  - na motivy pohádky Chlapeček a dálka vytvořila v roce 2021 skladatelka Jana Vöröšová na objednávku SOČR skladbu pro dětský sbor a orchestr.[4]
- Byla jedna moucha, 1971
- Haló, Jácíčku, 1972
- Neposlušná Barborka, 1973
- Můj medvěd Flóra, 1973
- Auto z pralesa, 1975
- Nádherné Úterý, 1977
- Kluk s míčem, 1978
- Co by se stalo, kdyby..., 1980
- Slon a mravenec, 1982
- Můj medvěd Flóra, Praha, Baobab 2007
- Písně mravenčí chůvy, Praha, Baobab 2007
- Nádherné úterý, čili, Slečna Brambůrková chodí po světě, Ústí nad Orlicí, Grantis 2009

## Dramatizace
- Proč je nebe tak daleko - rozhlasová hra na motivy pohádek Daisy Mrázkové, napsal Matěj Samec, režie Izabela Schenková (Český rozhlas 2023), oceněna v kategorii Drama 40. ročníku soutěže  Prix Bohemia Radio (2024)[5]

## Zastoupení ve sbírkách (výběr)
- Moravská galerie Brno
- Muzeum literatury Praha
- Muzeum umění a designu Benešov